# Kastrákion (ort i Grekland, Västra Grekland)
Kastrákion (Kastraki) är en ort i Grekland.   Den ligger i prefekturen Nomós Aitolías kai Akarnanías och regionen Västra Grekland, i den centrala delen av landet, 220 km väster om huvudstaden Aten. Kastrákion ligger 84 meter över havet och antalet invånare är 419. Den ligger vid sjön Technití Límni Kastrakíou.
Terrängen runt Kastrákion är huvudsakligen kuperad, men söderut är den platt. Kastrákion ligger nere i en dal. Runt Kastrákion är det ganska tätbefolkat, med 116 invånare per kvadratkilometer. Närmaste större samhälle är Agrínio, 13,9 km söder om Kastrákion. Trakten runt Kastrákion består till största delen av jordbruksmark.